# Clematis montana
Clematis montana es una especie de liana perteneciente a la familia de las ranunculáceas. Es originaria de Asia.

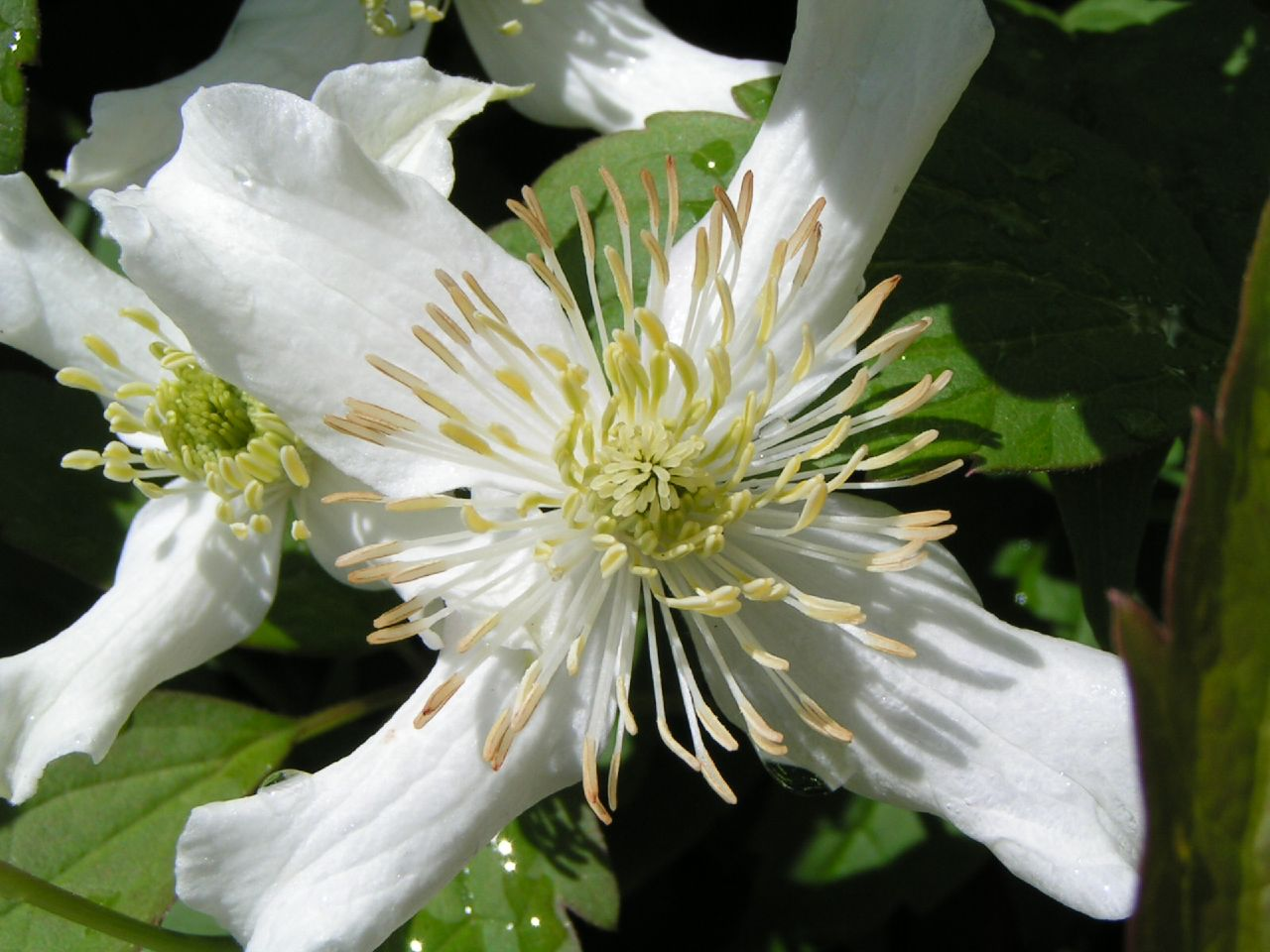
Detalle de la flor

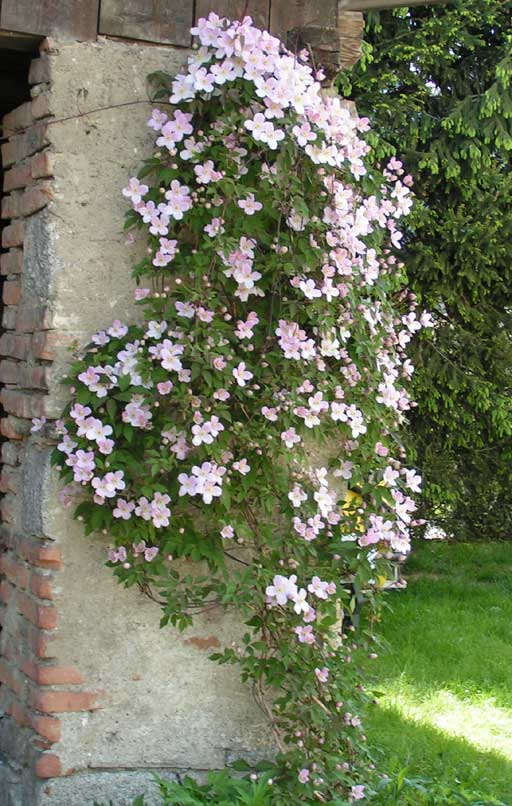
Vista de la planta

## Descripción
Es un bejuco leñoso. Con tallos cilíndricos, a menudo superficialmente con 4 a 10-ranuras, pubérulas, glabrescentes. Hojas alternas, con pecíolo de 2.5-9 cm, hojas ovaladas, rómbico-ovadas o elípticas, de 1,8 a 7  x 1 - 5 cm, como de papel o herbáceas, indivisa o tres lóbulada, ambas superficies escasamente pubérulas, ampliamente cuneadas a redondeadas, con poco margen dentado o entero en ocasiones, el ápice acuminado; venas basales abaxialmente casi planas. Flores (1 ó) 2 - 4 , junto con varias hojas de las yemas axilares de las ramas viejas. Pedicelo 1 - 20 cm. Sépalos 4, de color blanco o rosa teñido en ocasiones. El fruto en aquenios ovados a rómbico-ovados, de 4-5 × 3-4 mm. Fl. Desde abril hasta septiembre, fr. julio-septiembre.

## Distribución
Se encuentra en los bosques, márgenes de bosques, laderas, matorralea, a lo largo de los arroyos; a una altirud de 1000 - 4000 m s. n. m., en Anhui, Fujian, Gansu, Guizhou, Henan, Hubei, Hunan, Jiangxi, Ningxia, Qinghai, Shaanxi, Sichuan, Taiwán, Xizang, Yunnan, Zhejiang en China y en Afganistán, Bután, India, Cachemira, Birmania, Nepal, Pakistán y Sikkim.

## Taxonomía
Clematis montana fue descrita por Buch.-Ham. ex DC. y publicado en Regni Vegetabilis Systema Naturale 1: 164. 1818[1817].
Etimología
Clematis: nombre genérico que proviene del griego klɛmətis. (klématis) "planta que trepa".
montana: epíteto latino que significa "que se encuentra en la montaña".
Variedades aceptadas
- Clematis montana var. brevifoliola Kuntze
- Clematis montana var. glabrescens H.F.Comber) W.T.Wang & M.C.Chang
- Clematis montana var. grandiflora Hook.
- Clematis montana var. praecox (Kuntze) Brühl
- Clematis montana var. wilsonii Spreng.

Sinonimia
- Anemone curta Wall.
- Clematis insularialpina Hayata
- Clematis kuntziana H.Lév. & Vaniot
- Clematis punduana Wall. Anemone curta Wall.
- Clematis anemoniflora D.Don
- Clematis spooneri var. subglabra S.Y.Hu[5]